# St. Leodegar (Düppenweiler)

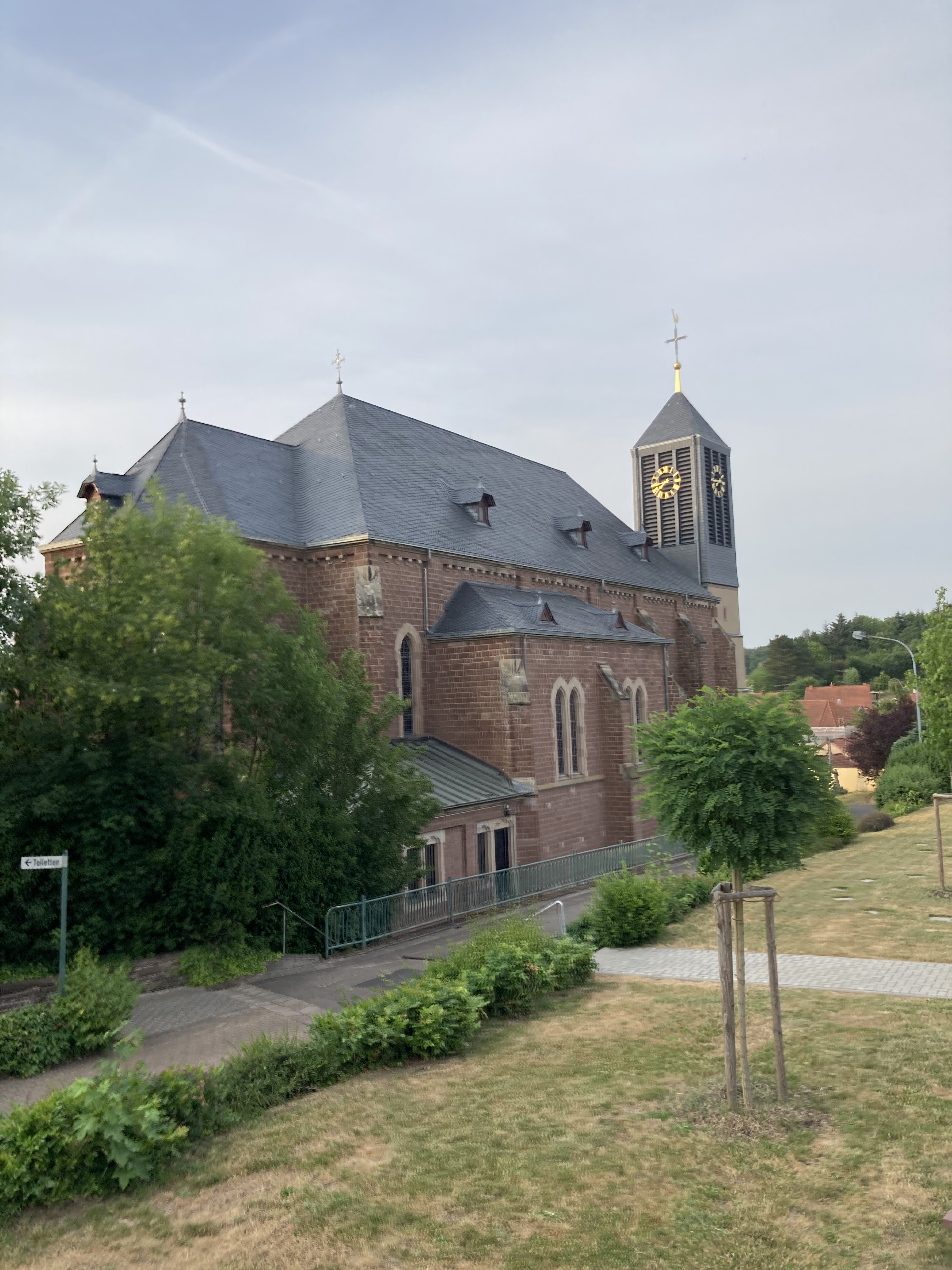
Südseite von Sankt Leodegar Düppenweiler vom Friedhof aus fotografiert. Dach und Turm wurden von 2017 bis 2021 renoviert.

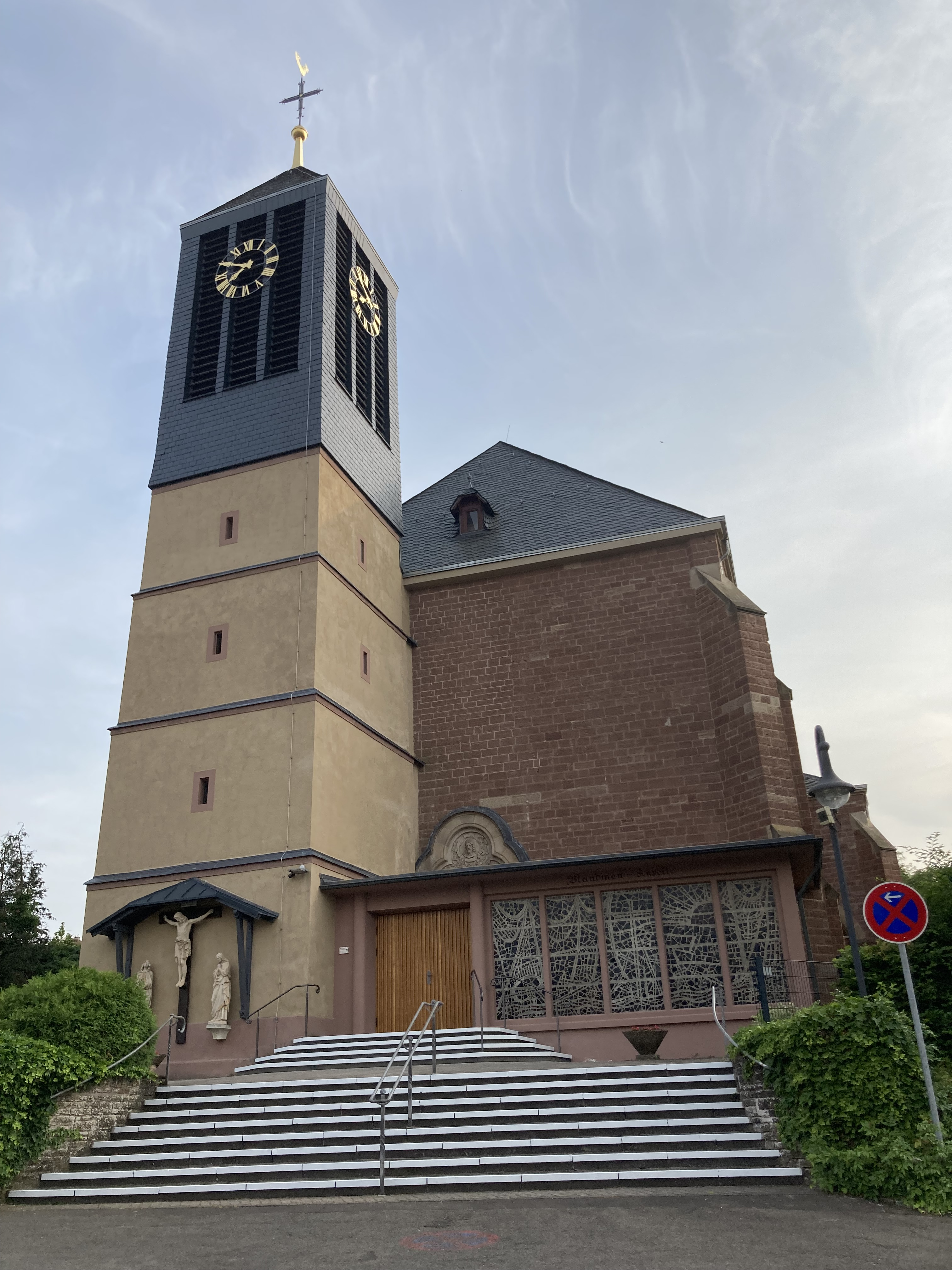
Ostansicht: Haupteingang mit Treppenaufgang am Kirchberg.

Die Kirche St. Leodegar ist eine römisch-katholische Pfarrkirche in Düppenweiler, einem Ortsteil der Gemeinde Beckingen, Landkreis Merzig-Wadern, Saarland. Die Kirche trägt das Patrozinium des heiligen Bischof Leodegar von Autun und ist in der Denkmalliste des Saarlandes als Einzeldenkmal aufgeführt. Die Kirche gehört zur Pfarreiengemeinschaft Beckingen und ist dem Bistum Trier zugeordnet. Die Pfarreiengemeinschaft Beckingen gehört nun zum Pastoralen Raum Dillingen (bisher zum Dekanat Merzig). Patroziniumstag ist der 2. Oktober.

## Geschichte

### Mittelalterliche Pfarrkirche
Der Trierer Erzbischof Albero von Montreuil (Amtszeit: 1132 bis 1152) hatte dem in Merzig neugegründeten Kloster der Augustiner-Chorherren unter anderem die Kirche von Düppenweiler (Villaris) mit allem Zubehör als Dotation verliehen. Erzbischof Hillin von Falmagne bestätigte diese Schenkung im Jahr 1153. Von den Augustiner-Chorherren ging der Besitz der Pfarrei im Jahr 1182 auf die Prämonstratenser der Abtei Wadgassen über. Der Abt von Wadgassen übte von dieser Zeit an das Kollationsrecht aus und bezog den Zehnten. Darüber hinaus besaß der Wadgasser Abt in Düppenweiler auch ein Allodium, das ihm im Jahr 1197 von Papst Coelestin III. bestätigt worden war. Bei der Visitation der Pfarrei „Dupwyler“ im Jahre 1569 war der Abt von Wadgassen Kollator.
Bis zum Dreißigjährigen Krieg hatte die Pfarrei Düppenweiler als Filiale noch die Valentinuskapelle im Ortsteil Oberweiler, der dann von den Schweden zerstört wurde. Düppenweiler wurde im Krieg derart schwer getroffen, dass noch im Jahr 1692 die Pfarrei wegen ihrer Mittellosigkeit von Haustadt und im Jahr 1706 von Reimsbach aus verwaltet wurde. Das Einkommen des Pfarrers bestand im kleinen Zehnt und in 16 Maltern Korn und 9 Maltern Hafer, die er von der Abtei Wadgassen bezog.

### Barocker Neubau

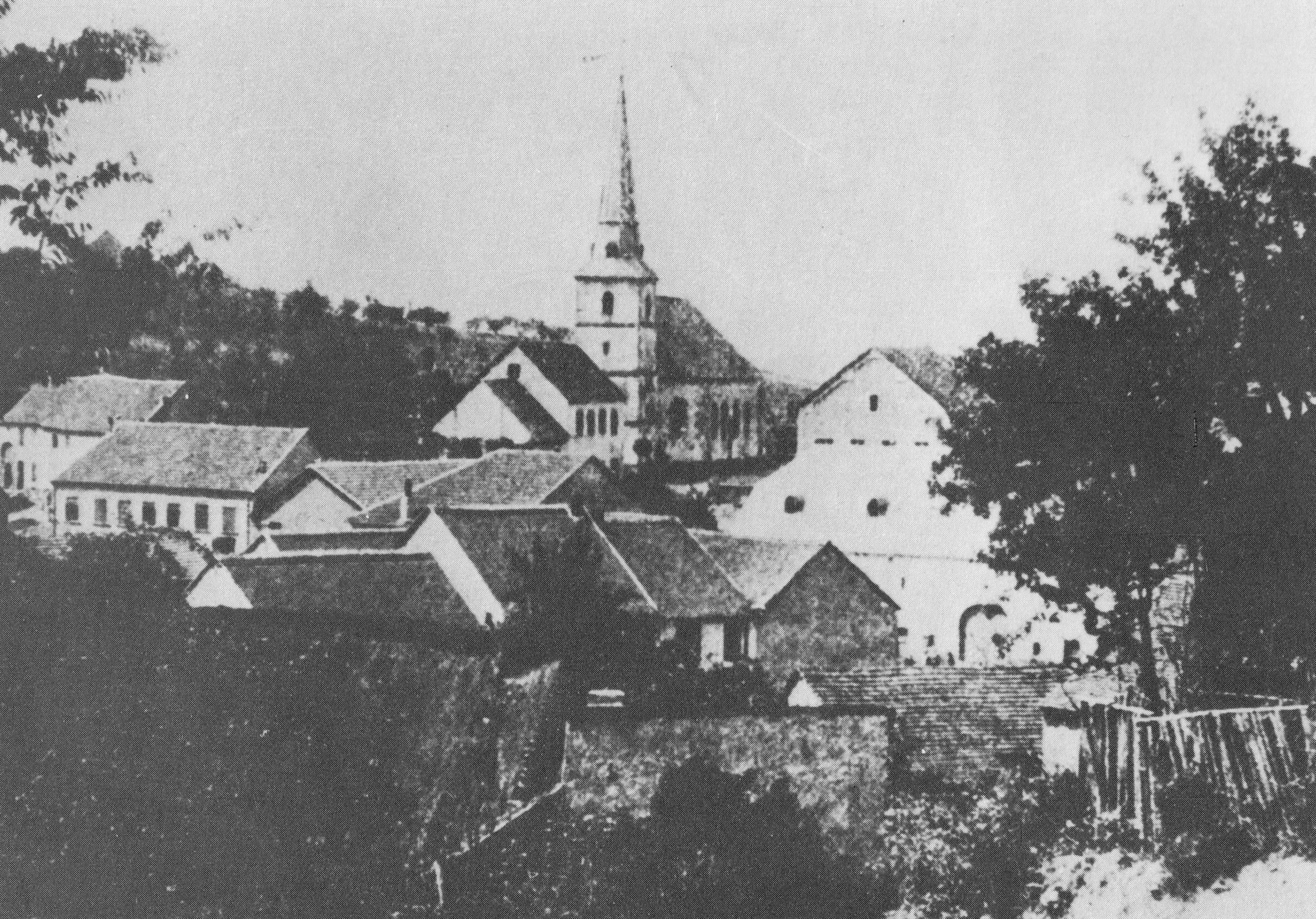
Düppenweiler, Blick auf die 1897 abgerissene Kirche
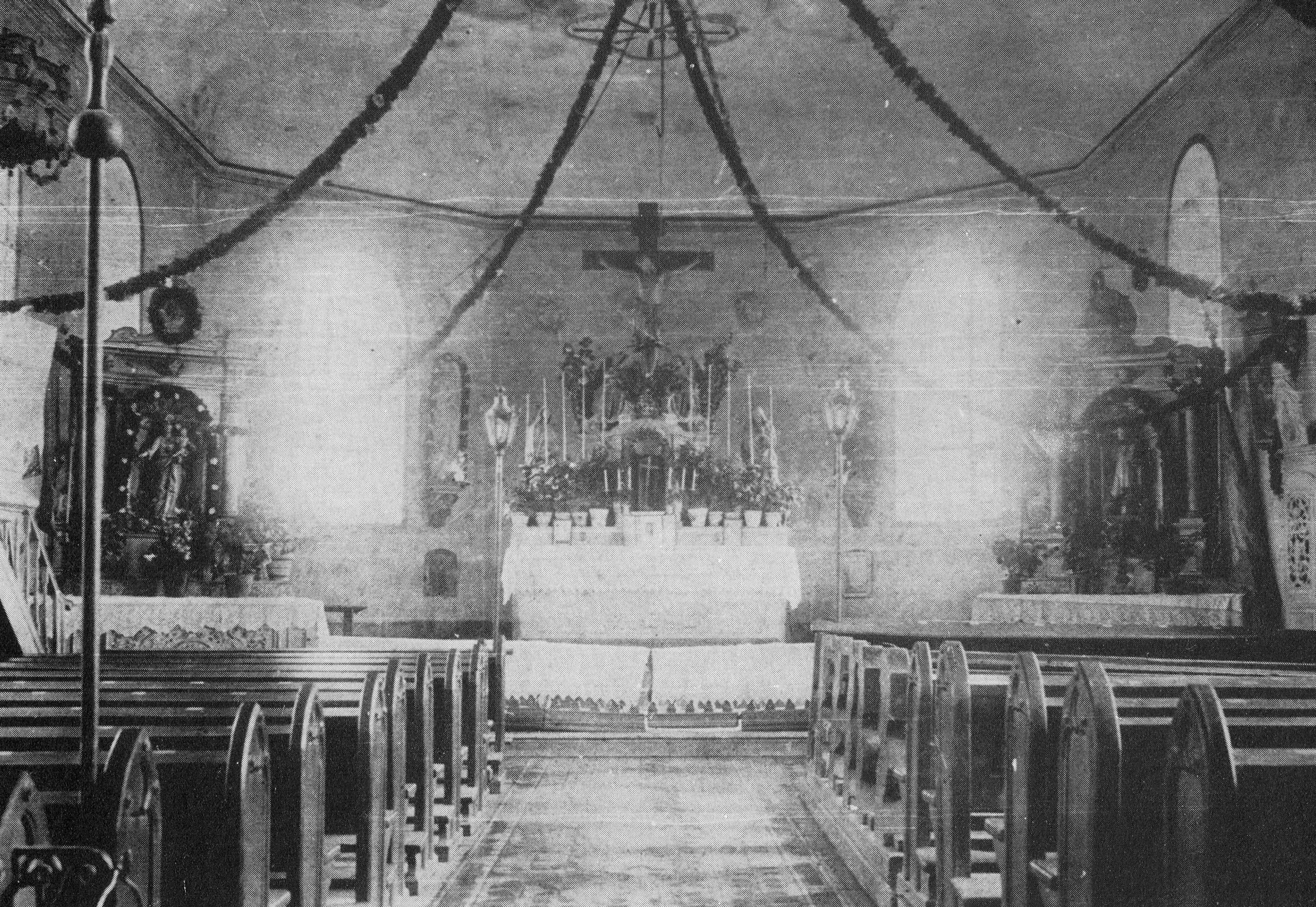
Düppenweiler, Innenansicht der 1897 abgerissenen Kirche

Die Kirche wurde in einem Bericht von 1692 noch für gut befunden. Ein Bericht aus dem Jahr 1739 bezeichnet sie als baufällig.
Deshalb wurde im Jahr 1765 nach Plänen des Klosterarchitekten der Abtei Wadgassen, Johann Heinrich Eckardt, der Vorgängerbau der heutigen Kirche errichtet, von dem sich die vier unteren Geschosse des Kirchturms erhalten haben. Der Barockbau wurde im Jahr 1781 zusammen mit dem Pfarrhaus durch einen heftigen Dorfbrand zerstört. Der Düppenweiler Pfarrer war vermutlich ein von der Abtei Wadgassen bestellter Weltgeistlicher, also kein Prämonstratensermönch. Die Abtei überließ dem Pfarrer den kleinen Zehnt von 130 Talern als Gehaltsteil. Den großen Zehnt hatte die Abtei Wadgassen für 200 Taler verpachtet. Im Prästationsregister der Abtei Wadgassen von 1787 werden die Kollations- und Dezimationsrechte in Düppenweiler letztmals festgesetzt.

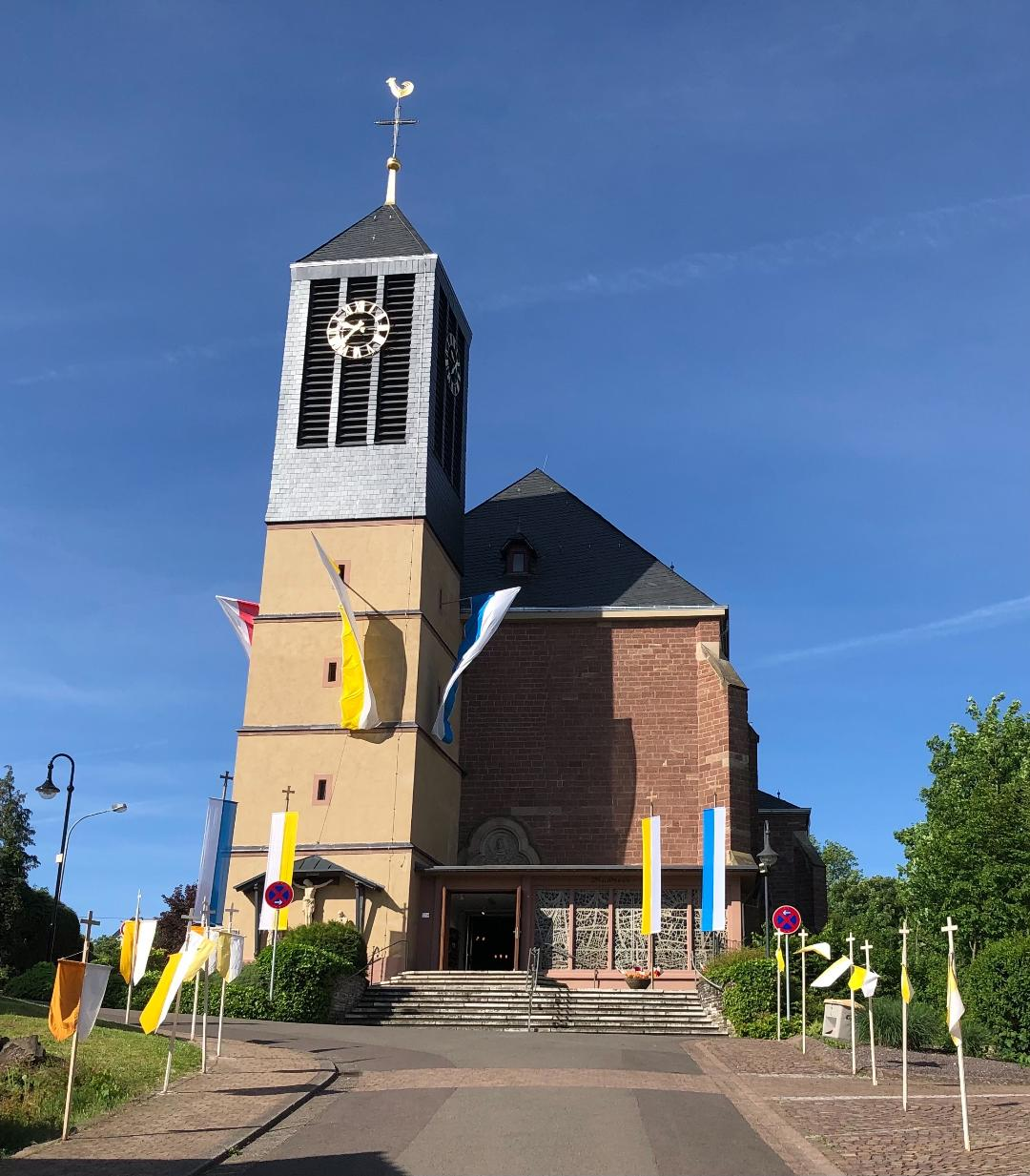
Sankt Leodegar am Feiertag.

### Neogotischer Neubau

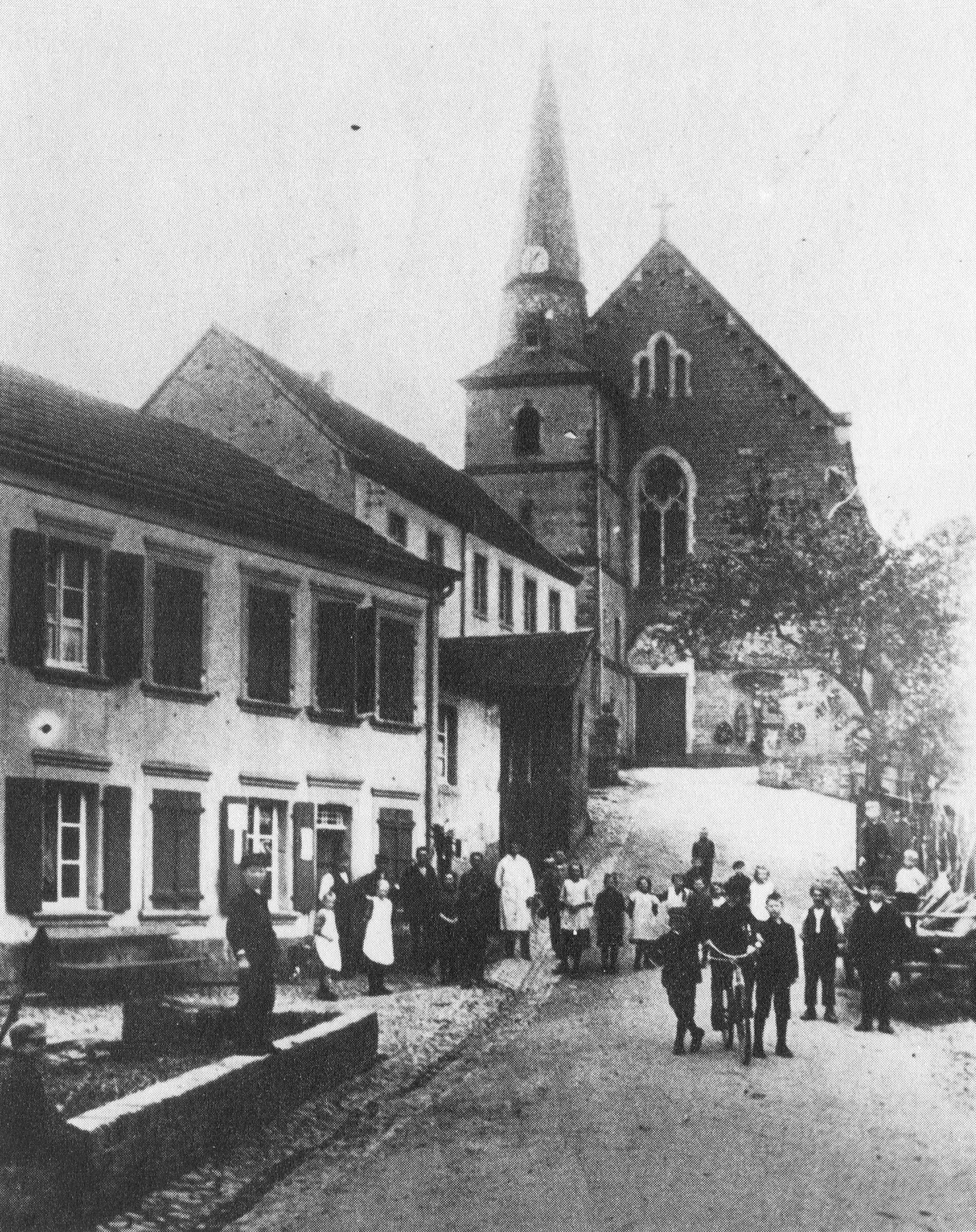
Eingangsfront der neogotischen Kirche mit dem Turm der barocken Kirche
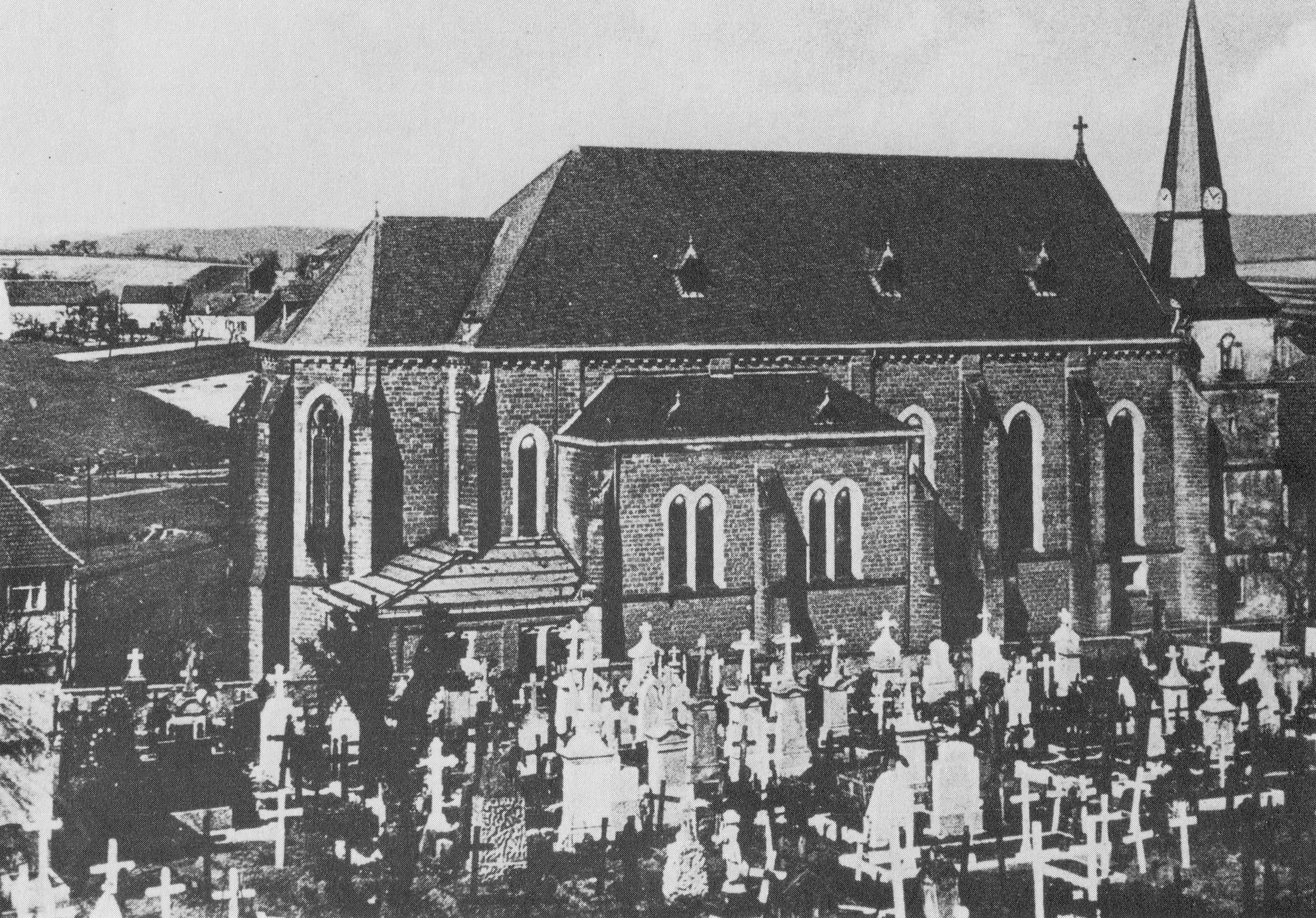
Blick über den Friedhof zur neogotischen Kirche mit dem barocken Turm der alten Kirche

Das heutige Kirchengebäude, für dessen Entwurf der aus Roden stammende Architekt Wilhelm Hector (Saarbrücken-St. Johann) verantwortlich zeichnete, wurde in den Jahren 1897 bis 1900 erbaut. Die Konsekrierung durch den Trierer Bischof Michael Felix Korum erfolgte am 22. Mai 1900.
Von 1955 bis 1958 wurde der Kirchturm einem Umbau unterzogen. Dabei wurde der spitze Helm abgerissen und eine neue Glockenstube errichtet, die auf die vier noch vorhandenen Turmgeschosse der Kirche des 18. Jahrhunderts gesetzt wurde. Zeitgleich mit dem Umbau des Turms erfuhr auch das Kirchengebäude einige Veränderungen. So wurde das Maßwerkfenster über dem Portal zugemauert und im Eingangsbereich eine Kapelle gebaut. Die Pläne für diese Umbau- und Erweiterungsmaßnahmen stammten von Architekt Toni Laub (Saarwellingen).
In den Jahren 1966 bis 1968 wurde das Innere der Kirche restauriert und der Altarraum umgebaut. Außerdem wurden neue Haupt- und Seiteneingänge geschaffen sowie neue Marmorfußböden verlegt. Von 1999 bis 2000 erfolgte im Innenbereich eine erneute Restaurierung.
Die Kanzel aus der Erbauungszeit wurde leider in den 60er Jahren entfernt. Nur der Heilige Augustinus auf dem Priester - Lesepult ist von der alten Kanzel erhalten.
Es sind zwei Heilige dazu gekommen, die noch aus der alten Kirche stammen:
Barbara und Sebastian
Auch die Engel rechts und links des Tabernakel stammen aus der alten Kirche und wurden wieder aufgestellt, nachdem sie früher einmal in der Valentinuskapelle und dann auf dem Pfarrhausspeicher standen.
Im Jahr 2017 deckte man die Südseite des Daches neu ein. Das Mauerwerk wurde teilweise neu verfugt und die Kirchenfenster restauriert. Im Folgejahr 2018 führte man die gleichen Dacharbeiten an der Nordseite aus und errichtete ein neues Kreuz über dem Chorraum. Die Erneuerung des Heizungskellerdaches und der Leiter am Schornstein erfolgte 2019. Der in Beton in den 1950er Jahren neuerrichtete obere Teil des Turmes wurde 2020/21 mit Naturschiefer verkleidet und die Schall-Luken erneuert. Die vergoldeten Turmuhren erhielten neue funkgesteuerte Antriebe. Darüber hinaus wurden Turmkreuz und Turmhahn restauriert. Die Sanierung der barocken unteren Turmhälfte erfolgte 2021. Die gesamten Baukosten beliefen sich auf etwa 850 000 Euro. Die Kosten wurden durch das Bistum Trier, die Pfarrei sowie verschiedene Spender getragen.

## Architektur und Ausstattung

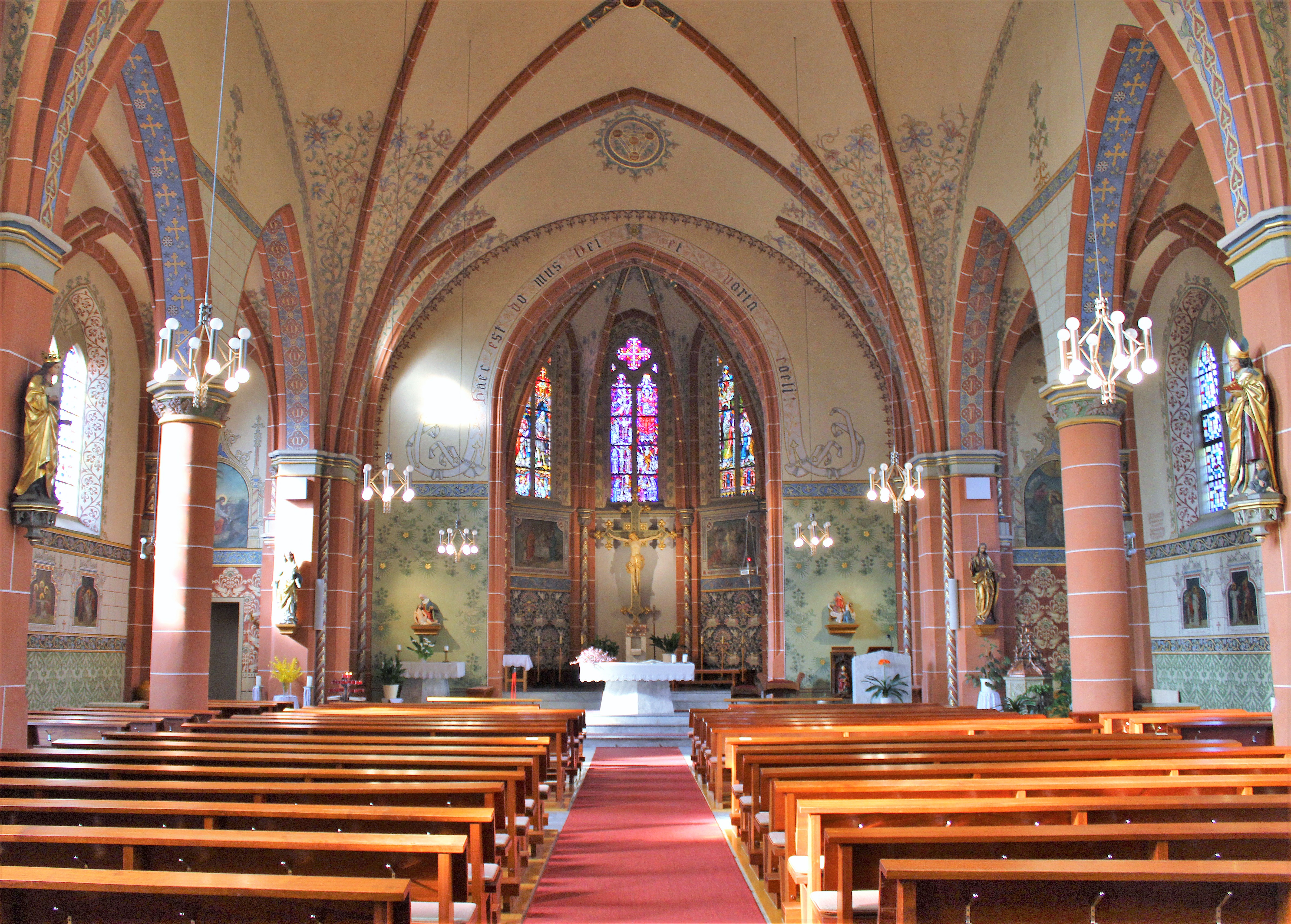
Blick ins Innere der Kirche

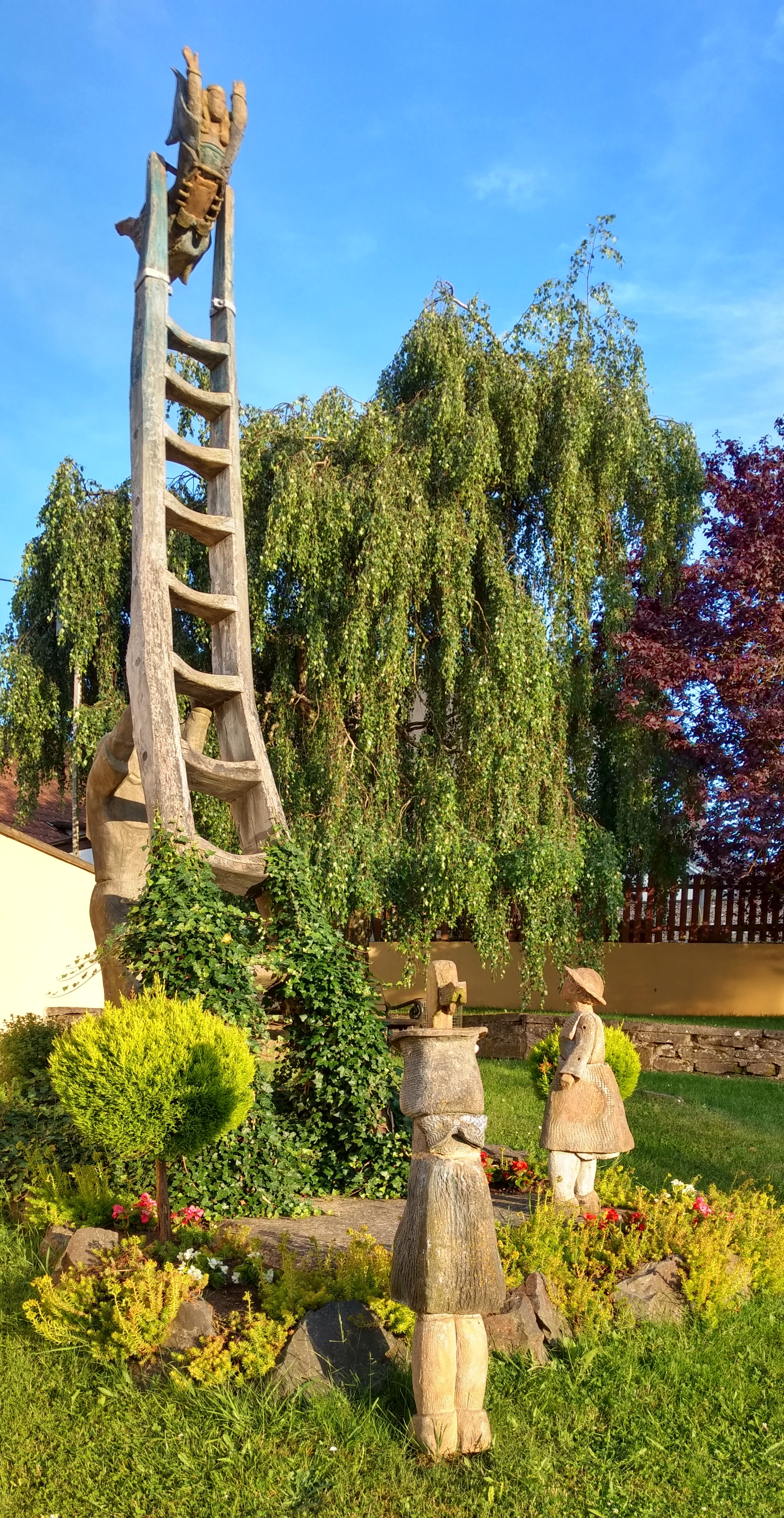
Himmelsleiter

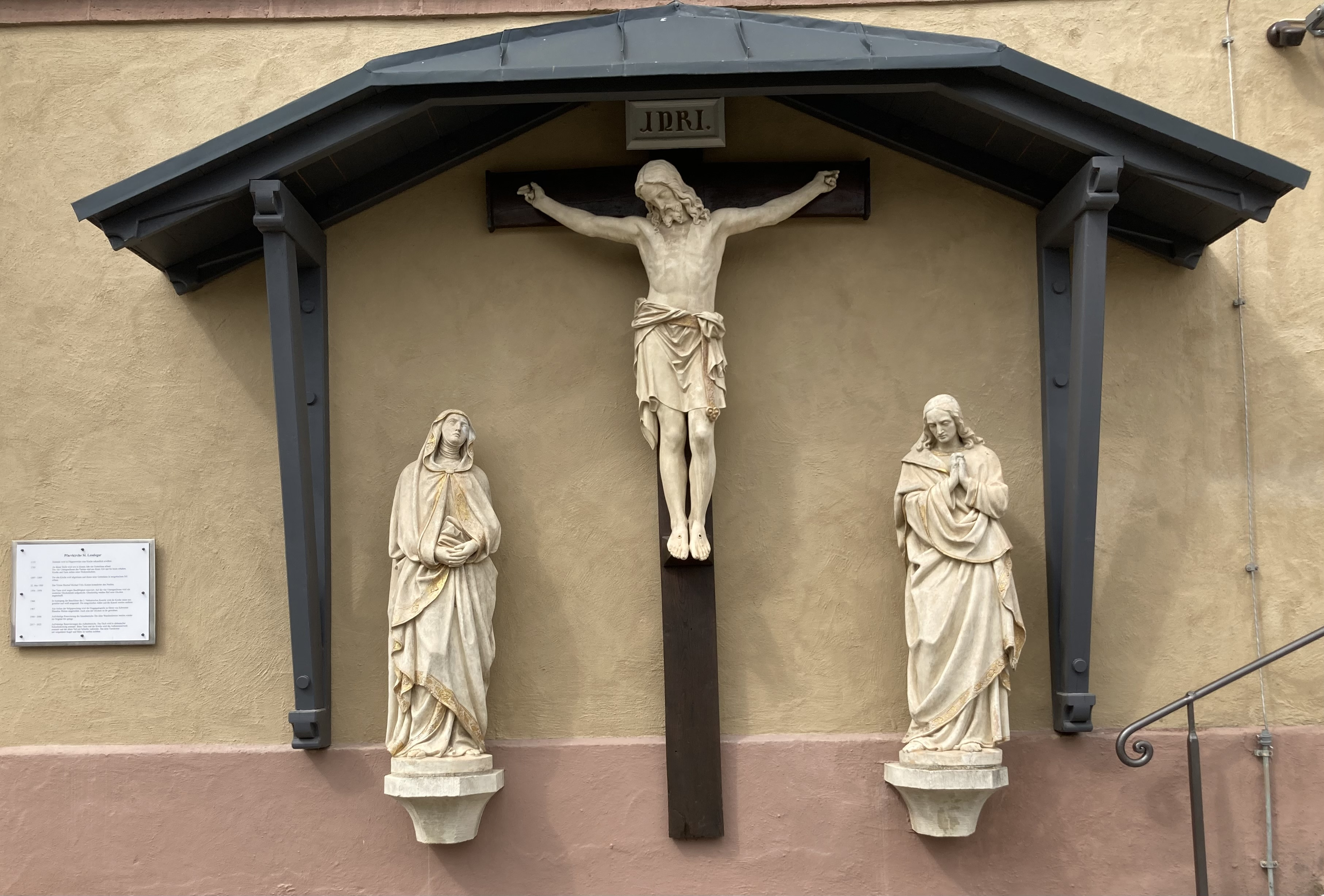
Kreuzgruppe neben dem Haupteingang

Das im neugotischen Stil errichtete Kirchengebäude wurde mit einschiffigem Langhaus und zweijochigem Querhaus auf lateinischem Kreuz geplant und setzt sich um ein Joch über die Vierung fort. Der relativ kurze Chorbereich mit Chorjoch ist stark eingezogen und schließt dreiseitig. Auffällig ist das Sichtmauerwerk aus rötlichen Sandsteinquadern, aus dem die Kirche errichtet ist. Die neogotische Fassade ist seit dem Bau einer modernen Eingangskapelle aus Beton und Glasbruchsteinen ungestaltet und der Vertikalität beraubt. Das ursprüngliche neogotische Fassadenfenster wurde vermauert. Das neogotische Hauptportal mit einem Christuskopf im Tympanon umgeben von Pflanzenmotiven wird durch den Beton-Eingangsbau kaum noch sichtbar.
Im breiten Langhaus werden die Rippen des vierteiligen Kreuzgewölbes durch Wandvorlagen aufgenommen. Durch Pfeiler wird das breite Querschiff in zwei Joche unterteilt. Die Querschiffarkaden mit weiten Interkolumnien entsprechen in der Höhe den Wandvorlagen im Schiff. In den Querschiffarmen nehmen kleine Säulen auf Konsolen die Gewölberippen auf. Über der Vierung spannt sich ein Sterngewölbe. Das Kircheninnere ist, bedingt durch die gestauchte Form des lateinischen Kreuz-Grundrisses, von einer zentralisierenden Wirkung.

### Ausstattung
Die Kirche besitzt eine reichhaltige neogotische Ausstattung. Aus der Erbauungszeit stammen der Taufstein mit Sockel und Becken aus Sandstein und einem Deckel aus Kupfer, die Kanzel, eine Herz-Jesu-Statue, eine Unbefleckte-Empfängnis-Statue und Statuen von St. Agnes, St. Aloysius, St. Josef und St. Valentinus. Es sind dies alles Werke der Bildhauerwerkstatt Hans Steinlein (Eltville). Die Josefsstatue war seit den 1960er Jahren im Rahmen des Umbaus im Gefolge des Zweiten Vatikanischen Konzils ins Depot gestellt worden. Sie wurde 1999–2000 restauriert und wieder am alten Platz aufgestellt.
Kirchenmaler August Adolph Potthast (Wiesbaden) zeichnete in den Jahren 1906 bis 1907 für die Ausmalung der Kirche verantwortlich, die in den 1960er Jahren weiß überstrichen,  und in den Jahren 1999–2000 wieder freigelegt und restauriert wurde. Die lateinische Triumphbogen-Inschrift in einer gotisierenden Banderole lautet „Haec est domus Dei et porta coeli“ (Hier ist die Wohnung Gottes und die Pforte des Himmels). Sie bezieht sich auf die Geschichte von Jakobs Traum von der Himmelsleiter im biblischen Buch Genesis (Gen 28,17 ).
Die Bleiglasfenster aus der Erbauungszeit wurden während des Zweiten Weltkrieges bis auf die beiden äußeren Fenster im Chorraum, die St. Leodegar und St. Valentinus darstellen, zerstört. Nach dem Krieg waren die Fensteröffnungen zunächst mit Bretterverschlägen verschlossen, bis 1951 neue Bleiglasfenster der Firma Binsfeld (Trier) eingebaut wurden.
In Zusammenarbeit mit dem Modellbauer Thomas Timmermann-Levanas schuf Margret Lafontaine (Düppenweiler) die Skulptur „Himmelsleiter“, mit Figuren aus Keramik der Firma Villeroy & Boch (Mettlach), die die Schwester Blandine, Schwesternschülerinnen und einen Engel darstellen, und einer Leiter aus Akazienholz aus dem Gemeindewald.

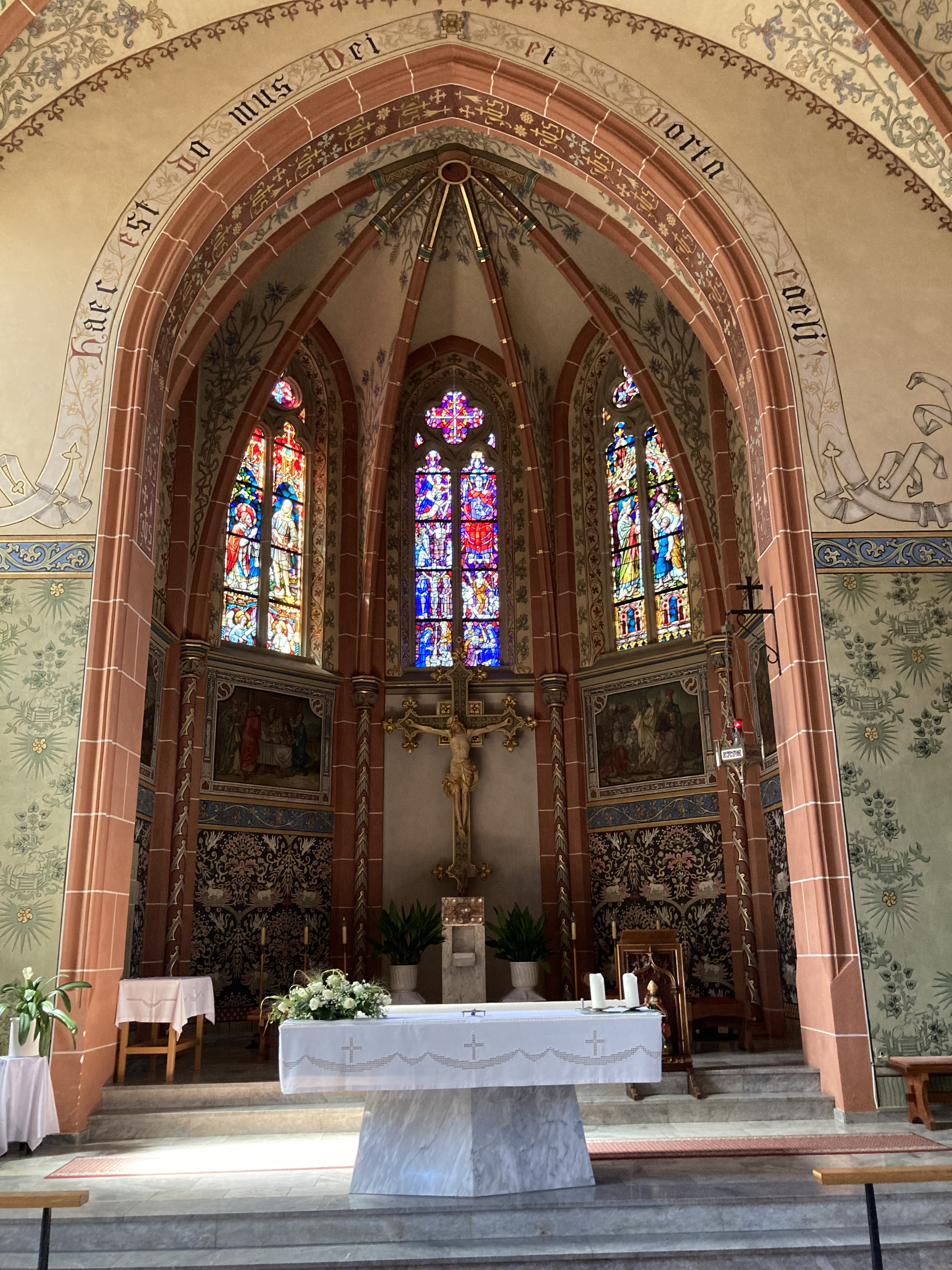
Der Altarraum von Sankt Leodegar

Weitere Ausstattungsgegenstände sind die Kreuzweg-Bilder auf Kupferblechtafeln im Nazarener-Stil und das Triumphkreuz im Altarraum, das den neugotischen Hochaltar ersetzte. Im Altarraum befinden sich außerdem vier Gemälde auf Kupferfeldern, die Szenen aus dem Alten Testament zeigen.
An der Außenwand des barocken Turmsockelgeschosses ist eine Kreuzigungsgruppe angebracht, die in den letzten Jahren restauriert wurde. Die Überdachung ist aus dem Jahr 2022.

### Blandinenkapelle

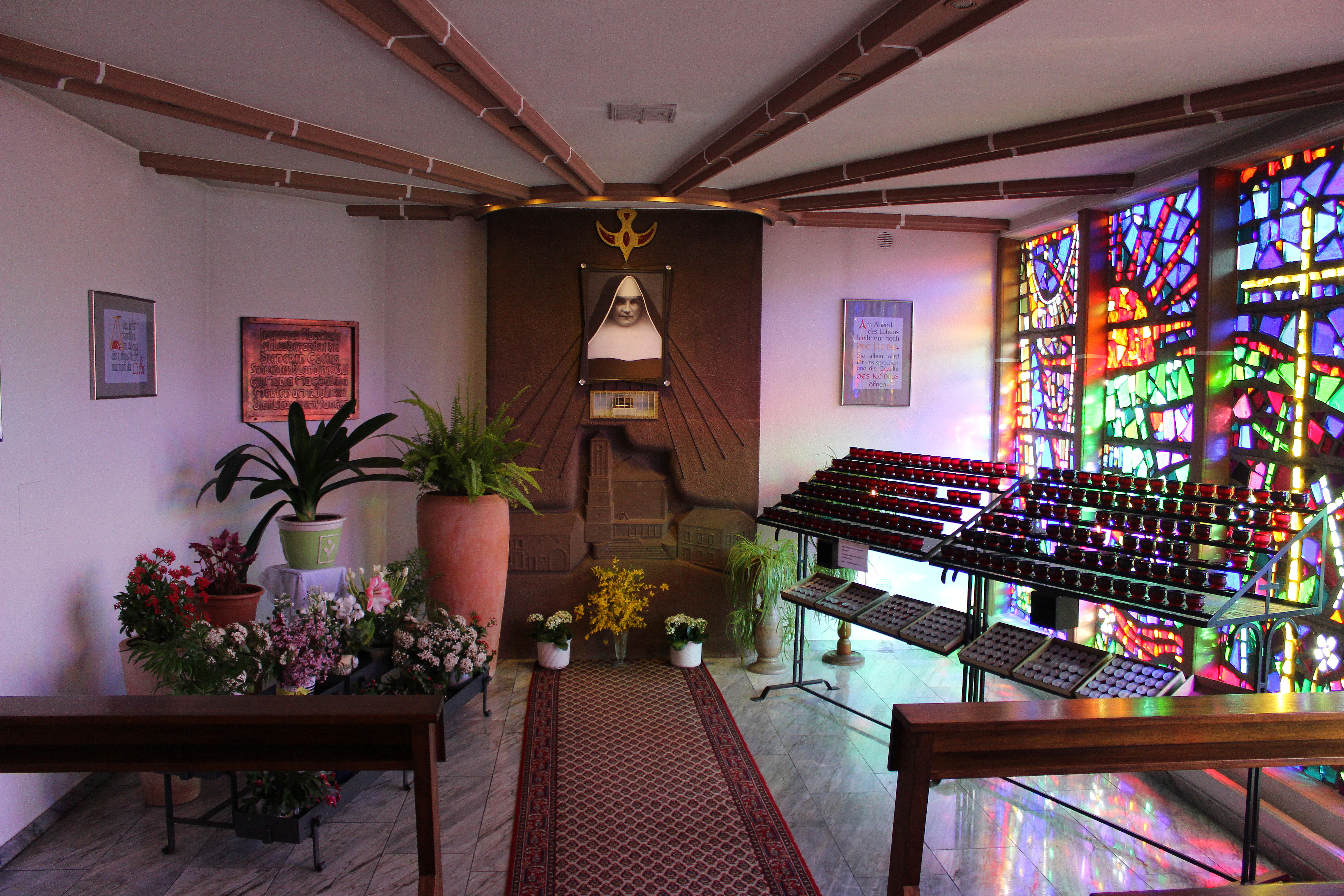
Blandinenkapelle

Anlässlich der Seligsprechung der in Düppenweiler geborenen Schwester Blandine Merten im Jahr 1987 wurde die ehemalige Kriegergedenkkapelle im Eingangsbereich in eine Blandinenkapelle umgestaltet. Sie beherbergt eine Reliquie aus einem Teil des Armes der Schwester und ein Sandstein-Relief mit ihren wichtigsten Lebensstationen. Blandine Merten war als Maria Magdalena Merten am 12. Juli 1883 im Vorgängerbau der heutigen Pfarrkirche getauft worden und empfing hier am 12. April 1896 ihre erste heilige Kommunion.
Die Glasschiebetür zur Blandinenkapelle wurde 2020 eingebaut. Die Glasmalerei wurde nach Vorlage der Blandinenskulptur im Trierer Dom von der Firma Frese (Sankt Arnual) ausgeführt.

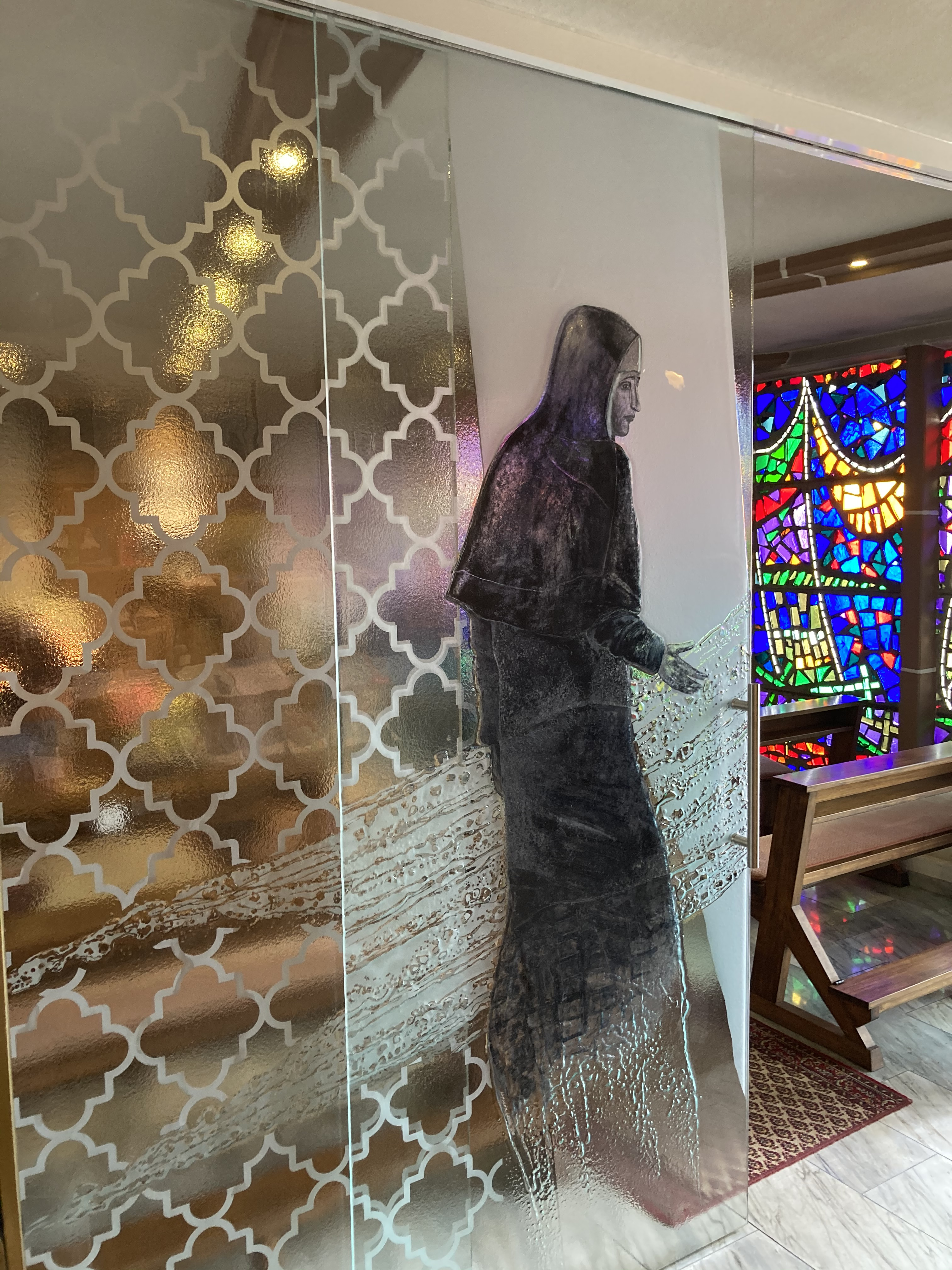
Glasschiebetür zur Blandinenkapelle in Sankt Leodegar Düppenweiler

## Orgel

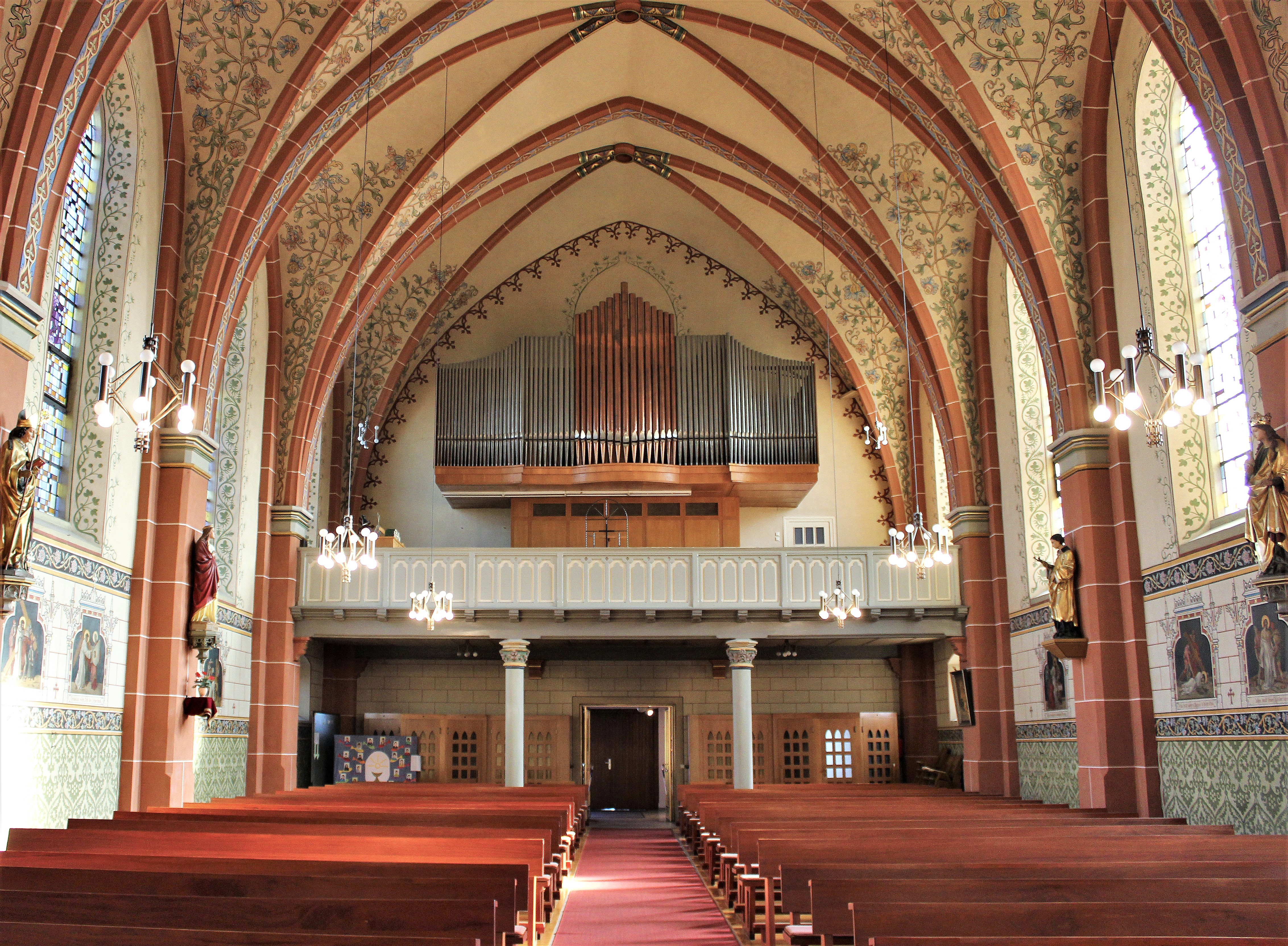
Blick zur Orgelempore

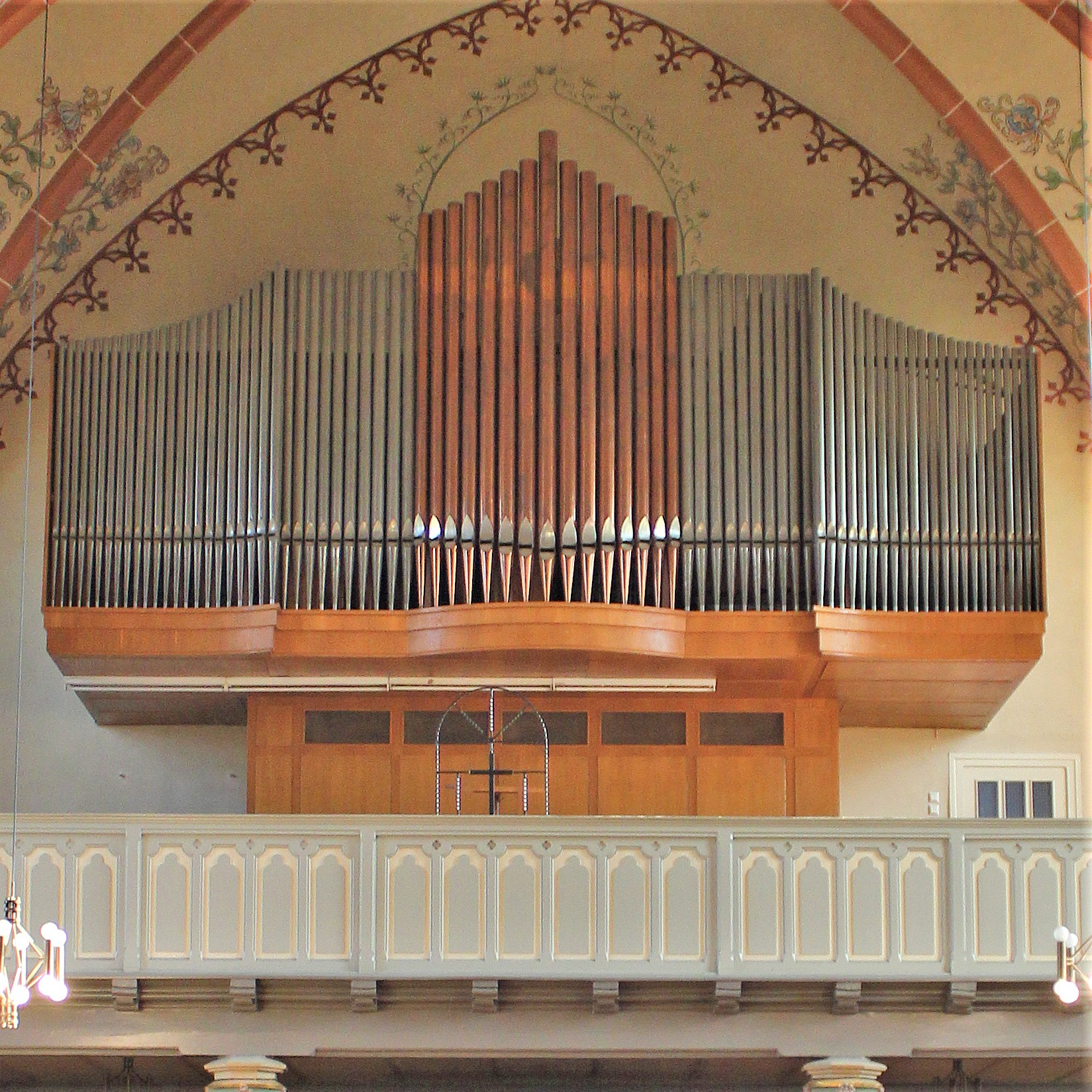
Orgelprospekt

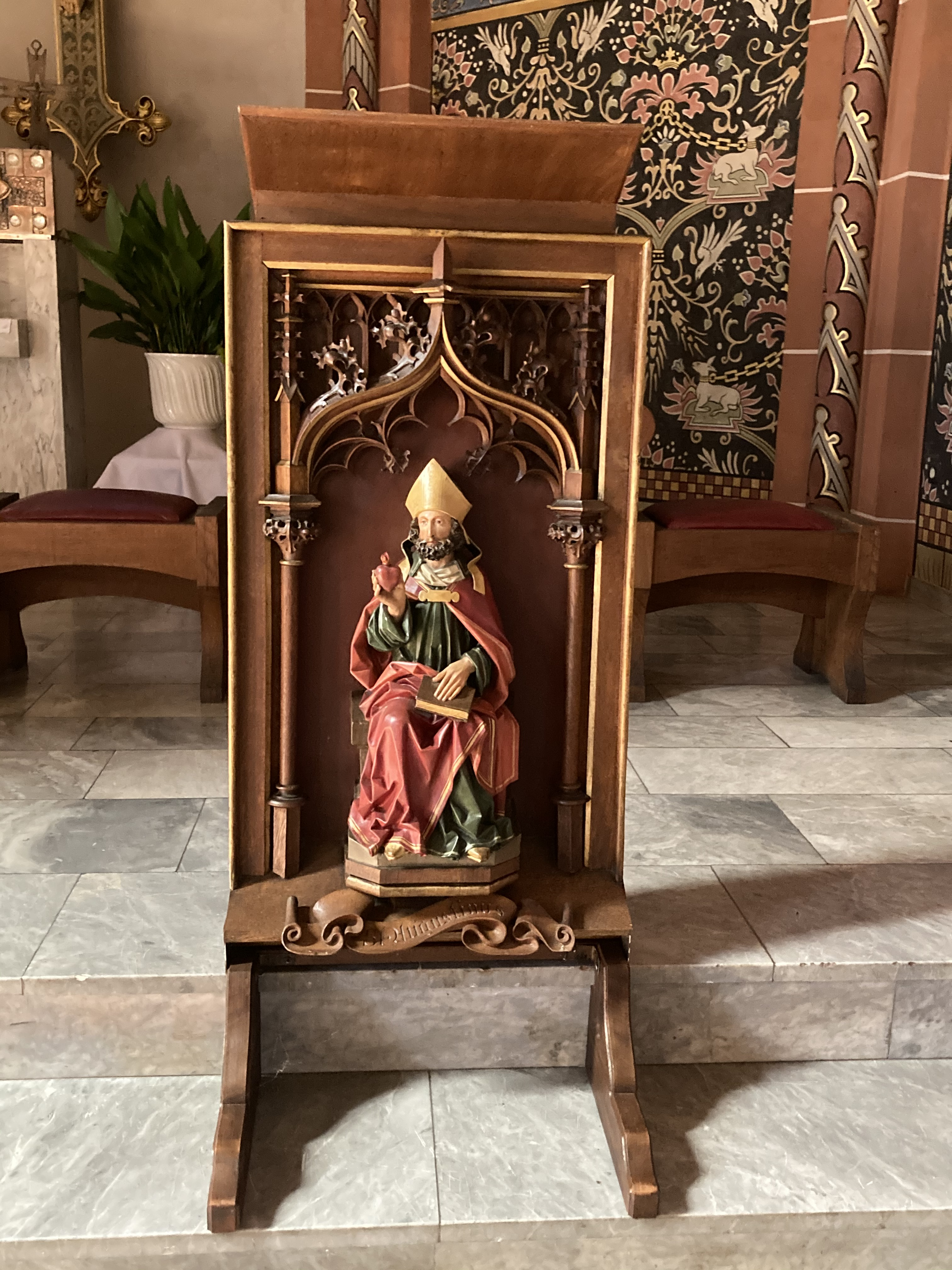
Priester-Lesepult mit dem Relief des Heiligen Antonius, dem einzigen erhaltenen Teil der ehemaligen Kanzel.

Die von der Firma Hock (Saarlouis) im Jahr 1905 erbaute erste Orgel der Pfarrkirche St. Leodegar wurde in den 1960er Jahren durch ein Instrument der Firma Seifert (Kevelaer) ersetzt. Beim Neubau der Orgel durch die Firma Seifert wurden einige Register der Hock-Orgel wiederverwendet.
Zuletzt wurde die Orgel in den Monaten März bis Juni 2023 von Patrick Agroud grundlegend renoviert. Die Präsentation zum Abschluss der Arbeiten erfolgte am 12. Juni 2023 im Beisein von Pastor Helmut Mohr, den Hauptorganisten Stefan Langenfeld, Mitgliedern des Pfarrverwaltungsrates und interessierten Freunden der Kirchenmusik.
Das Kegelladen-Instrument ist auf einer Empore aufgestellt und verfügt über 26 Register, verteilt auf 2 Manuale und Pedal. Die Spiel- und Registertraktur ist elektropneumatisch. Die Disposition lautet wie folgt:
| I Hauptwerk C–g3 |             |       |
| 1.               | Bordun      | 16′   |
| 2.               | Prinzipal   | 8′    |
| 3.               | Rohrflöte   | 8′    |
| 4.               | Salizional  | 8′    |
| 5.               | Oktave      | 4′    |
| 6.               | Spitzflöte  | 4′    |
| 7.               | Quinte      | 2 ⁄3′ |
| 8.               | Schwiegel   | 2′    |
| 9.               | Mixtur 4-6f |       |
| 10.              | Trompete    | 8′    |

| II Schwellpositiv C–g3 |                  |       |
| 11.                    | Gemshorn         | 8′    |
| 12.                    | Lieblich Gedackt | 8′    |
| 13.                    | Praestant        | 4′    |
| 14.                    | Traversflöte     | 4′    |
| 15.                    | Oktave           | 2′    |
| 16.                    | Nasat            | 1 ⁄3′ |
| 17.                    | Sesquialter 2f   |       |
| 18.                    | Zimbel 3f        |       |
| 19.                    | Rohrschalmey     | 8′    |
|                        | Tremolo          |       |

| Pedal C–f1 |                 |     |
| 20.        | Violon          | 16′ |
| 21.        | Subbass         | 16′ |
| 22.        | Oktavbass       | 8′  |
| 23.        | Gedacktbass     | 8′  |
| 24.        | Choralbass      | 4′  |
| 25.        | Rauschbass 3-4f |     |
| 26.        | Posaune         | 16′ |

- Koppeln:
  - Normalkoppeln: II/I, I/P, II/P
  - Suboktavkoppeln: II/I
- Spielhilfen: 2 freie Kombinationen, Tutti, Zungen Ab, 16' Ab, Crescendotritt

## Glocken
Im Jahr 1957 goss die Saarlouiser Glockengießerei in Saarlouis-Fraulautern, die von Karl (III) Otto von der Glockengießerei Otto in Bremen-Hemelingen und dem Saarländer Alois Riewer 1953 gegründet worden war, für die St. Leodegar-Kirche fünf Bronzeglocken mit den folgenden Daten:

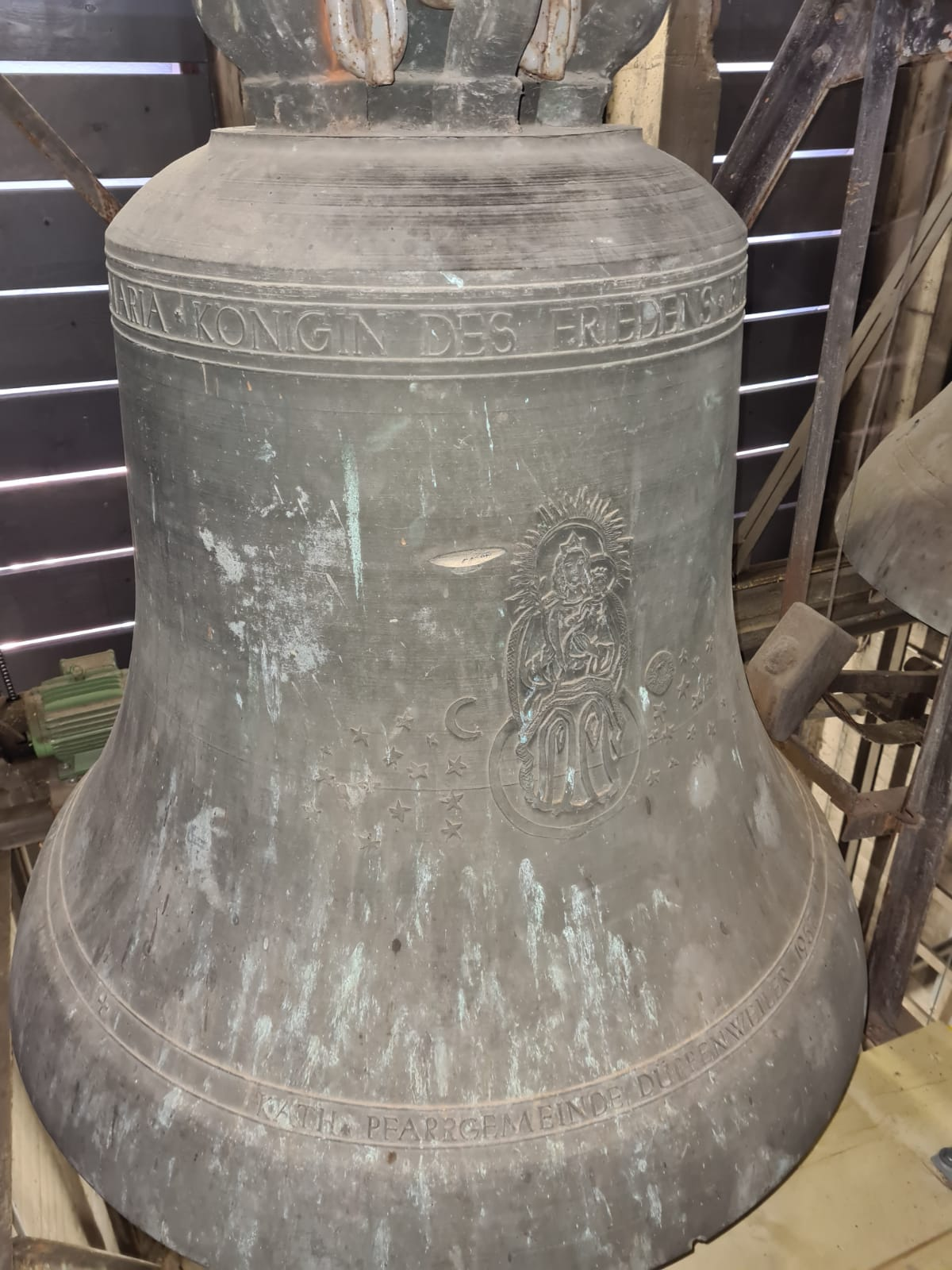
Glocke in Sankt Leodegar

| Glocke | Durchmesser | Gewicht | Schlagton |
| ------ | ----------- | ------- | --------- |
| 1      | 1412 mm     | 1680 kg | d′        |
| 2      | 1187 mm     | 1070 kg | f′        |
| 3      | 981 mm      | 690 kg  | a′        |
| 4      | 825 mm      | 390 kg  | c″        |
| 5      | 735 mm      | 290 kg  | d″        |

## Pfarrer
Im neogotischen Kirchenbau wirkten bisher folgende Pfarrer:
| - Baptist Porten (1892–1900) - Stephan Metzger (1900–1917) - Arimont (?–?) - Erhard Krummeich (1940–1951) - Heinrich Gierend (1952–1967) - Heinz Hammes (1967–1971) - Winfried Schnur (1971–1978) | - Karl Fischer (1978–1991) - Siegfried Elbert (1991–31. Mai 2014) - Manfred Thesen (Juni 2014–Dezember 2018) - Wolfgang Goebel (Januar 2019–30. Juni 2020) - Patrick Schmidt (Pfarrverwalter, 1. Juli 2020–27. November 2021) - Helmut Mohr (seit 28. November 2021) |